# Leon VII
Leon VII OSB (łac. Leo VII ur. w Rzymie, zm. 13 lipca 939) – papież w okresie od 3 stycznia 936 do 13 lipca 939.

## Życiorys
Urodził się w Rzymie; był benedyktynem, kardynałem prezbiterem kościoła św. Sykstusa, a papieżem został dzięki panującemu w Rzymie księciu Alberykowi II ze Spoleto.
Leon, na prośbę Alberyka, włączał się w odnowę monastycyzmu i zreformował życie mnichów. Zaprosił do Rzymu Odona, opata Cluny, którego poprosił o pomoc w reorganizacji życia monastycznego, począwszy od klasztoru przy bazylice Św. Pawła. Papież odnowił przywileje dla opactwa w Subiaco, gdzie znajdowała się grota św. Benedykta. W 937 roku mianował arcybiskupa Moguncji, Fryderyka, legatem dla Niemiec, powierzając mu reformę duchowieństwa; zezwolił na usuwanie z miast Żydów do czasu przyjęcie przez nich chrztu, chociaż zabronił nawracania ich siłą. Pisał do biskupów francuskich i niemieckich, wypowiadając się przeciwko wróżbitom i czarownikom.
Leon VII zmarł w Rzymie, pochowano go w bazylice św. Piotra.